# Mira (Portogallo)
Mira ('miɾɐ) è un comune portoghese di 12 872 abitanti situato nel distretto di Coimbra.

## Società

### Evoluzione demografica
| Popolazione di Mira (1801 – 2004) | Popolazione di Mira (1801 – 2004) | Popolazione di Mira (1801 – 2004) | Popolazione di Mira (1801 – 2004) | Popolazione di Mira (1801 – 2004) | Popolazione di Mira (1801 – 2004) | Popolazione di Mira (1801 – 2004) | Popolazione di Mira (1801 – 2004) | Popolazione di Mira (1801 – 2004) |
| --------------------------------- | --------------------------------- | --------------------------------- | --------------------------------- | --------------------------------- | --------------------------------- | --------------------------------- | --------------------------------- | --------------------------------- |
| 1801                              | 1849                              | 1900                              | 1930                              | 1960                              | 1981                              | 1991                              | 2001                              | 2004                              |
| 4572                              | 8964                              | 8075                              | 9671                              | 13384                             | 13299                             | 13257                             | 12872                             | 13144                             |

## Freguesias
- Carapelhos
- Mira
- Praia de Mira
- Seixo